# Enoplotrupes bieti
Enoplotrupes bieti is een keversoort uit de familie mesttorren (Geotrupidae). De wetenschappelijke naam van de soort werd in 1883 gepubliceerd door Charles Oberthür.